# Rhizorus
Rhizorus är ett släkte av snäckor som beskrevs av Montford 1810. Rhizorus ingår i familjen Retusidae.
Släktet innehåller bara arten Volvulella acuminata.